# Políegos
Políegos (en griego: Πολύαιγος) es una isla griega deshabitada en el archipiélago de las Cícladas, cerca de Milos y Kímolos. Es parte de la comunidad de Kímolos (Κοινότητα Κιμώλου). Su nombre significa "muchas cabras", ya que es habitada únicamente por cabras.

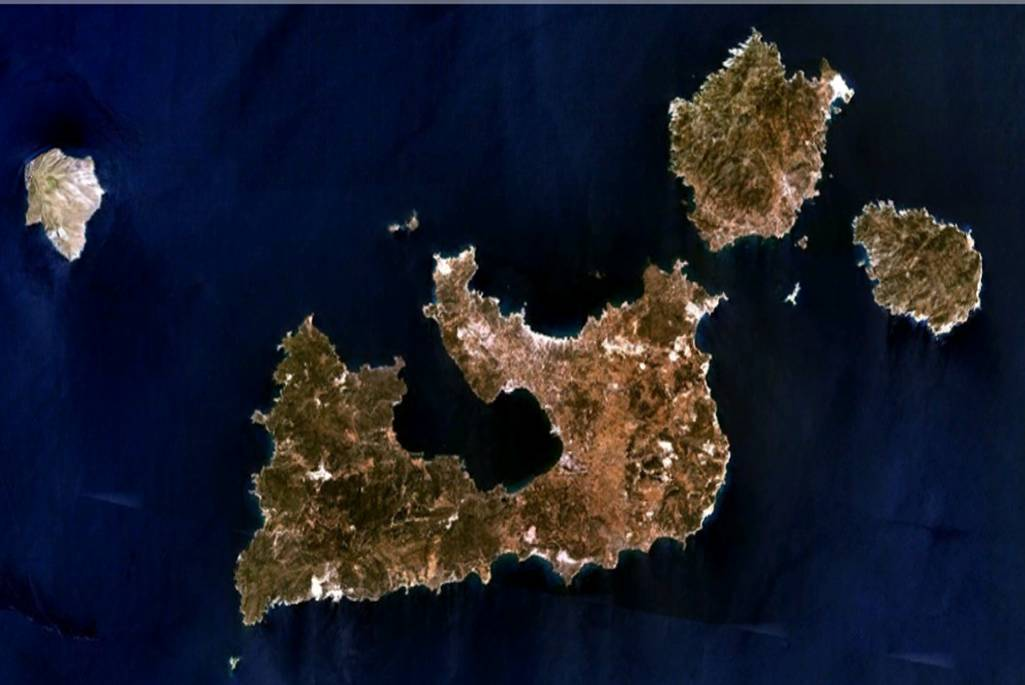
Vista de Políegos desde satélite (a la derecha).

Alcanza un largo máximo de 6 kilómetros (4 millas) y posee un ancho de 4,3 kilómetros (3 millas). Tiene una superficie de aproximadamente 18 kilómetros cuadrados (7 millas cuadradas) y una longitud costera de 22 a 27 km. Está muy cerca de la isla de Kímolos (2 km al noroeste de Políegos) y de la isla de Milos (6,2 km al oeste de Políegos). Hay dos picos, Stroggylo que se eleva a 330 metros (1.083 pies) y Psilo Vouno a 370 metros (1.214 pies).